# Geodena barombica
Geodena barombica es una especie de polilla de la familia Geometridae, descrita por primera vez por Embrik Strand en 1911, con distribución endémica en Camerún.

## Descripción
Ambas alas son de color blanco grisáceo sedoso con flecos similares o ligeramente más claros. Las alas anteriores ligeramente espolvoreadas de amarillo en la base y cuentan con una mancha transversal ovada de color negro intenso en el área discocelular y una mancha ovalada oblonga, mucho más pequeña y grisácea detrás de la base de la costilla 2 del ala. Las alas posteriores cuentan con una mancha discocelular similar, pero ligeramente más pequeña. La parte inferior de ambas alas algo más opaca, ligeramente amarillenta en la base. La cabeza y la mitad anterior del tórax son de color amarillo. Las antenas son negras. La mitad posterior del tórax y la mitad anterior del dorso abdominal son de color blanco grisáceo, mientras que la mitad posterior del abdomen y toda la parte inferior del animal son amarillas como la cabeza y el tórax anterior.